# Església del Sagrat Cor de Jesús (Eixample)
L'Església del Sagrat Cor de Jesús és un edifici religiós inclòs en el conjunt d'edificacions que formen el Col·legi Casp-Sagrat Cor de Jesús del carrer de Casp, catalogat com a bé amb elements d'interès (categoria C).

## Història
L'any 1881 s'acabaren les obres dels edificis de l'escola, projectats per l'arquitecte Joan Martorell i Montells, deixant un espai central lliure per l'església. A finals del 1883 s'iniciaren les obres, segons el projecte del mateix Martorell i Camil Oliveras i Gensana, i l'any 1889 es terminà la cúpula.
L'any 1906, ja morts Oliveras (†1898) i Martorell (†1906), es va fer càrrec dels acabats de l'obra Enric Sagnier i Villavecchia.

## Arquitectura

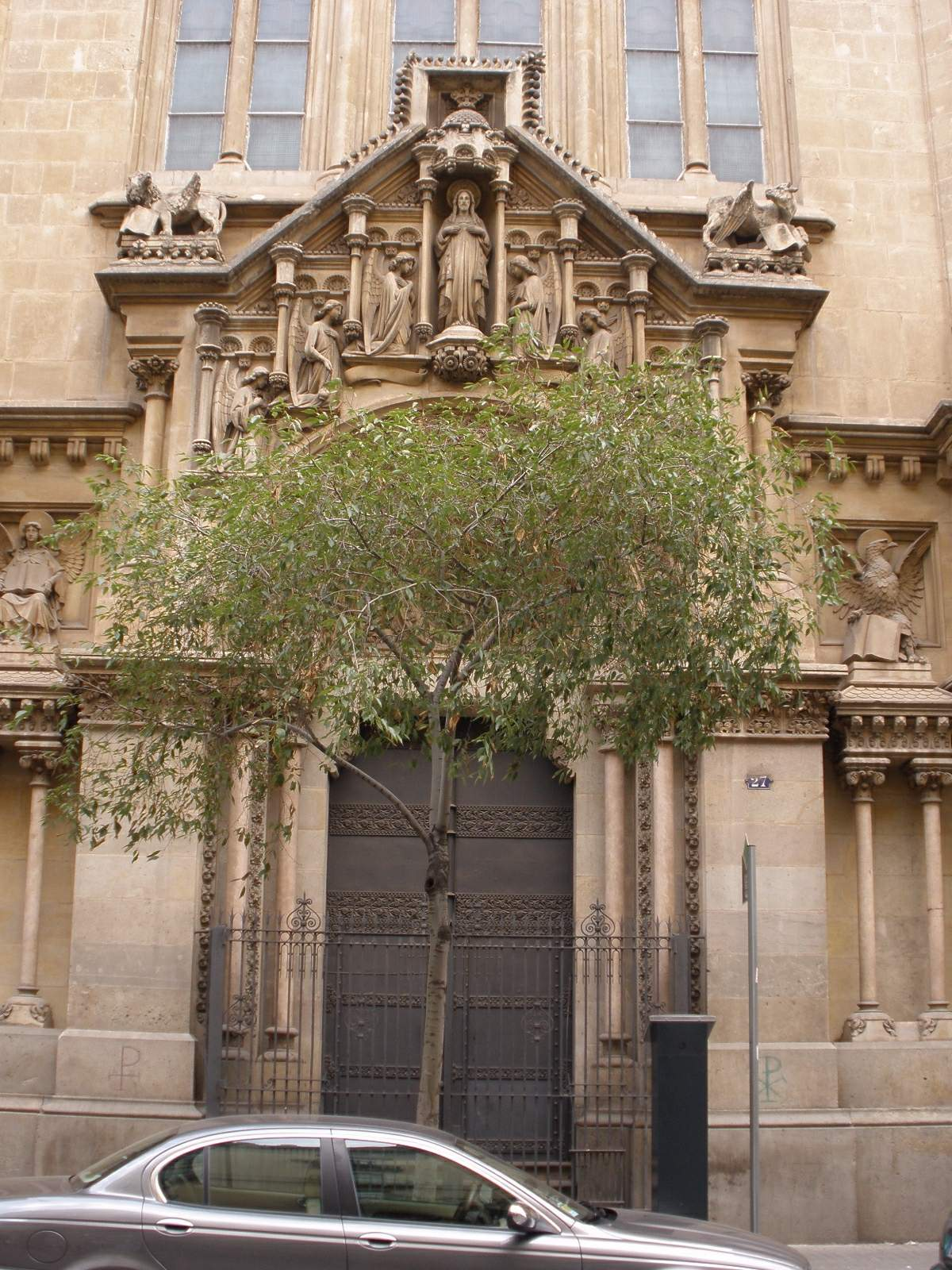
Detall de la porta d'accés al temple

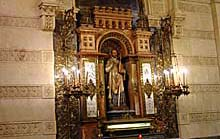
Altar de Sant Ignasi de Loiola a l'interior de l'església

En general, presenta gran complexitat d'estructures i de detall escultòric, essent catalogada com neobizantina o neoromànica. Es podria considerar una mostra del eclecticisme historicista, ja que es difícil precisar una distinció radical entre l'arquitectura eclèctica i l'arquitectura historicista de formes medievals.
L'eix major de la seva planta està disposat paral·lelament al carrer de Casp, on s'obre un portal central que serveix d'eix axial als diferents volums que la componen. Aquesta entrada es singular, ja que és oberta pel centre d'una de les naus laterals. Aquest fet ve determinat per la impossibilitat de disposar d'un eix perpendicular a l'alineació del carrer i poder ocupar així una part de l'espai que havia de quedar lliure a l'interior de les illes de l'Eixample. Fou una situació molt diferent de la que es presentà a l'església coetània.
Construïda en planta de creu grega, té naus laterals de gran alçada, cúpula central sobre tambor amb vitralls, i absis amb deambulatori separat del presbiteri mitjançant set arcs enlairats en dobles columnes amb disposició radial. Són remarcables els set grans vitralls de la part alta del presbiteri i els altres dos conjunts de vitralls als extrems dels creuers. Una singularitat de l'església és que té dos cors, el primer dels quals aguanta el segon mitjançant cinc arcs coronats amb la balustrada del segon cor. Al projecte original hi havia dos campanars laterals que mai no es van arribar a construir.
A l'interior hi ha l'espasa de Sant Ignasi de Loiola, que va deixar el 1522 com a exvot a Montserrat. El capellà-rector de l'església de Betlem, Ramon Garriga i Molins, amb l'acord previ de la Junta d'Obra de la Parròquia i amb l'aprovació del bisbe, el cardenal Casañas, va lliurar l'espasa a la Companyia de Jesús, sabedor de la gran estimació que havien manifestat els pares Joaquim Carles, antic professor seu, i Joan Capell, rector del col·legi de Casp.
La cerimònia de lliurament va tenir lloc el 25 de març del 1907 davant notari i amb la presència de nombroses autoritats eclesiàstiques i civils i gran concurrència de personalitats, entre elles Claudi López i Bru, segon marquès de Comillas. Es va col·locar a l'altar de Sant Ignasi, en una urna de bronze daurat realitzada a l'efecte. La junta constituïda per aprovar el disseny de l'urna va estar presidida per Antoni Gaudí i Cornet i el disseny aprovat va ser el de Bernardí Martorell i Puig, nebot de l'arquitecte constructor de l'església.